# Cindy Dumais
Cindy Dumais est une artiste plurisdisciplinaire québécoise, née à Dolbeau-Mistassini en 1978. Elle vit et travaille à Saguenay.

## Biographie
Cindy Dumais détient un baccalauréat en enseignement des arts visuels et dramatique de l'Université du Québec à Chicoutimi et a complété, en 2005, une maîtrise en arts visuels de l’Université du Québec à Chicoutimi. Elle participe à plusieurs expositions individuelles et collectives au Québec, au Canada, en Grèce, en Suède, en Belgique, en Finlande et en Allemagne.
Dans sa pratique, Cindy Dumais s’intéresse à la transposition du texte dans une matérialité visuelle et l’expérience du corps dans ce nouvel espace. Par le biais d’installations, ses projets interrogent la narrativité, la référence et l’origine des idées. Elle cherche à créer des univers esthétiques “où se tissent des adéquations entre la pensée et le texte, entre l’écriture et l’œuvre visuelle, entre l’univers narratif de la littérature et celui de l’exposition.”
Artiste pluridisciplinaire et engagée dans son milieu artistique, Cindy Dumais fonde, en 2005, les éditions LaClignotante où elle tient le double rôle d’autrice et d’éditrice. Elle collabore ainsi avec plusieurs artistes du Saguenay-Lac-Saint-Jean et du Québec à la conception et la publication de livres d’artistes, notamment avec l’auteur et l’éditeur Paul Kawzcak ainsi qu'en collaboration avec la Chaire de recherche du Canada en dramaturgie sonore au théâtre. Depuis 2007, elle occupe également le poste d’enseignante au Cégep de Chicoutimi au sein du département d’arts visuels et a siégé sur le conseil d’administration de plusieurs organismes culturels dont le Centre de production en art actuel TOUTTOUT situé à Chicoutimi. En 2016, elle cofonde le collectif d’artistes AMV/Art-Mobilité-Visibilité avec le sculpteur Mathieu Valade et le peintre Julien Boily afin de faire circuler et rayonner le travail des créateurs qui vivent en périphérie des grands centres urbains.
En 2021, Cindy Dumais se voit décerner le Prix du créateur de l’année au Saguenay Lac-Saint-Jean remis par le Conseil des arts et des lettres du Québec.
Depuis 2022, avec le projet Artiste cherche commissaire, l’artiste travaille en collaboration avec la commissaire d’exposition Véronique Leblanc notamment dans la production et la diffusion du corpus d’œuvres Entretiens crée à partir d’une collection de premiers jets d’écriture d’auteurs québécois.

## Collections
- Musée d’art contemporain de Montréal[13]
- Musée national des beaux-arts du Québec[14]
- Collection Loto-Québec[15]
- Collection UQAC[16]

## Distinction
- 2021 : Prix de l'artiste de l’année au Saguenay Lac-Saint-Jean décerné par le Conseil des arts et des lettres du Québec[17].

## Expositions individuelles
- 2005 : EXCÉDEZ, Galerie Séquence, (Chicoutimi, Canada)[18]
- 2007 : EXCÉDEZ II: Les accidentés, Espace Virtuel (Chicoutimi, Canada)[19]
- 2009 : NOIRS&PEAU, Galerie universitaire de l’UQAC (Chicoutimi, Canada)[20]
- 2011 : RAVISSEMENT, Le Lieu (Québec, Canada)[21]
- 2013 : Prendre soin, Centre Bang (Saguenay, Canada)[22]
- 2016 : Les Convers(at)ions et 5 dialogues, Centre Sagamie, (Alma, Canada)[23]
- 2018 : Les Convers(at)ions et 5 dialogues, Maison de la culture Verdun, (Montréal, Canada)[22]
- 2018 : Les Convers(at)ions / portraits-mémos, Espace partagé du Centre Bang, (Jonquière, Canada)[24]
- 2019 : ENTRETIENS: chapitre 1, Centre Art-image et espace Odyssée (Gatineau, Canada)[25]
- 2019 : 5 dialogues, Centre d'essai en art imprimé ARPRIM (Montréal, Canada)[26]
- 2021 : (Tout est déconnecté), Vaste et Vague (Carleton-sur-Mer, Canada)[27]
- 2021 : Keep In Touch / ENTRETIENS: chapitre 2, Langage Plus (Alma, Canada)[28]
- 2024 : Keep In Touch / ENTRETIENS: chapitre 2, CIRCA (Montréal, Canada)[29]
- 2024 : Garder le contact, Optica (Montréal, Canada)[30]

## Expositions sélectives
- 2005 : DÉBRAYE: Voitures à controverses, Fonderie Darling (Montréal, Canada). Commissaire: Esther Bourdages[31]
- 2010 : 50 œuvres pour 50 ans, Centre national d’exposition (Jonquière, Canada). Commissaire: Alayn Ouellet[32]
- 2011 : La dialectique des fluides, Maison de la Culture Mercier (Montréal, Canada). Commissaire: Julien Boily[33]
- 2015 : L’espace des possibles, Galerie de l’UQAC (Chicoutimi, Canada). Commissaire : Marcel Marois[34]
- 2016 : Convention collective, Centre Bang (Saguenay, Canada)[35]
- 2016 : Autour de la mort il y a toujours la vie, Commissaire : Julie Andrée T., Le Lieu (Québec, Canada)[35]
- 2017 : « 5 dialogues » dans The State of Parethesis*, Galerie UQO (Gatineau, Canada). Commissaire: Marie-Hélène Leblanc[36].
- 2017 : La collection du prof Tremblay, Musée d’art de Rouyn-Noranda (Rouyn-Noranda, Canada)[37]
- 2018 : The Forest That Unites, ID:I Galleri (Stockholm, Suède)[38]
- 2018 : Tension monstre, Skol (Montréal, Canada)[39]
- 2018 : Blind spot, ROSALUX - the Berlin based art space (Berlin, Allemagne)[40]
- 2019 : « HIC ET NUNC » dans Géographies périphériques, Centre SAGAMIE (Alma, Canada)[41]
- 2019 : « Everything is disconnected » dans Exchanges in reverse, Galleria Oksasenkatu 11 (Helsinki, Finlande)[42]
- 2020 : ENTRETIENS: chapitre 1, dans Espace, texte, matière, Centre Bang (Saguenay, Canada)[26]
- 2021 : Des horizons d’attente, MAC - Musée d'art contemporain de Montréal (Montréal, Canada)[43]
- 2021 : « ENTRETIENS: chapitre 1 » dans Lettres de Misarchie, BPS22 - Musée d’art de la Province de Hainaut (Charleroi, Belgique)[44]
- 2021 : Amalgame: Exposition bénéfice 2021 - CIRCA Art Actuel (Montréal, Canada)[45]
- 2023 : « Robe de CHAMBRE de lecture » dans Sillons, Centre Sagamie/Loto-Québec (Alma, Canada). Commissaire: Julien St-Georges Tremblay[46]
- 2023 : ENTRETIENS: chapitre 3 / Correspondance avec Marie-Andrée Gill » dans Refaire l’alliance, Musée Ilnu (Mashteuiatsh, Canada)[47]
- 2024 : Singuliers, 10 au 14 avril, Fonderie Darling (Montréal, Canada). Commissaire : Stanley Février[48].
- 2024 : « Materialities », Das Esszimmer Gallery (Bonn, Allemagne)[49]

## Livres d'artistes et micro-édition
- OS BRÛLÉ (2005) Direction éditoriale : Michaël La Chance et Cindy Dumais. Édition LaCligntante: Saguenay[50]
- CHUTE (2007) Autrice : Cindy Dumais. Édition La Clignotante: Saguenay[51]
- La longue marche (2007) Auteur: Martin Rodolphe Villeneuve. Édition LaClignotante: Saguenay[52]
- POROSITÉ (2011) Autrice: Anick Martel. Édition LaClignotante: Saguenay[53]
- Les Souvenirs d’un Alexei Lungu (2013) Auteur: Bogdan Stefan. Édition LaClignotante: Saguenay[54]
- Par où n’est le plaisir se déchire la chair (2016) Autrice: Anick Martel. Édition LaClignotante: Saguenay[55]
- Traces d’atelier: sur le travail de Pierre-Olivier Tanguay (2018) Autrice: Cindy Dumais. Édition LaClignotante: Saguenay[56]
- Cahier de phonographie no01 / phonographie mobile Charles Buckell (2018) dir.: Jean-Paul Queinnec et Andrée-Anne Giguère. Édition LaClignotante: Saguenay[57]
- Cahier de phonographie no02 / danses transmédiatiques (2018) dir.: Jean-Paul Queinnec et Andrée-Anne Giguère. Édition LaClignotante: Saguenay[58]
- Cahier de phonographie no03 / le silence finit par être écrapouti (2019) dir.: Jean-Paul Queinnec et Andrée-Anne Giguère. Édition LaClignotante: Saguenay[59]
- Cahier de phonographie no04 - les phonographies maritimes / ville port Saint-Nazaire (2019) dir.: Jean-Paul Queinnec et Andrée-Anne Giguère. Édition LaClignotante: Saguenay[60]
- Vivianne Marion et Carl Alban; Le pic de la veuve; 5 dialogues (2020) Autrice: Cindy Dumais. Édition LaClignotante: Saguenay[61]
- Une conversation (2024) Auteurs: Paul Kawczak, Cindy Dumais et Steve Giasson. Édition LaClignotante: Saguenay[62]

## Catalogues d'exposition
- Catalogue d’exposition 175 NORD (2011) Galerie Séquence: Chicoutimi  (ISBN 9782981213112)[63]
- Géographies Périphériques (2019) Centre Sagamie: Alma[64]
- Chicoutimi - Charleroi (2021) Éditions OQP: Alma[65]

## Art public
- 2019 : « Déplier ses rêves », projet municipal d’intégration de l’art actuel au centre-ville (Saguenay, Canada)[66]
- 2019 : « Take All The Roads », Art Souterrain / édition Le vrai du faux, Palais des Congrès (Montréal, Canada)[67]
- 2022 : Zoom Art édition 2022 (Ville de Laval, Canada). Commissaire: Geneviève Goyer-Ouimet[68]